# Інтернаціоналізація та локалізація
Інтернаціоналізація та локалізація (англ. internationalization and localization) відома також під абревіатурами i18n та L10n — процес мовної адаптації продукту, як-от програмне забезпечення, відеоігри, вебсайти, кінофільми тощо, до мови конкретної країни чи регіону.
Між інтернаціоналізацією і локалізацією є суттєва відмінність. Інтернаціоналізація — це адаптація продукту для потенційного використання практично в будь-якому місці, тоді як локалізація — це додавання спеціальних функцій для використання в певному регіоні. Інтернаціоналізація проводиться на початкових етапах розробки, а локалізація — для кожної цільової мови.
В англійській мові для слова «internationalization» існує скорочення «i18n». При цьому число 18 означає кількість пропущених між «i» та «n» букв. Для «Localization» застосовують скорочення «L10n» (L7d — Localized). Велика літера «L» використовується, щоб не плутати з «i» в «i18n», число 10 — кількість букв між «L» і «N».

## Параметри
Важливими для інтернаціоналізації та локалізації об'єктами та параметрами є:
- Мова
  - Текст
    - Алфавіти та шрифти; напрям письма — зліва направо, справа наліво; системи нумерації. У більшості сучасних систем проблема безлічі кодувань вирішується використанням Юнікоду.

  - Графічне представлення тексту (друкарські матеріали, зображення містять текст)
  - Аудіотекст
  - Субтитри у відеопотоках
- Формати дати і часу, включаючи різні календарі
- Часовий пояс
- Валюта
- Зображення та кольори
- Назви та заголовки
- Телефонні номери, регіональні та міжнародні поштові адреси та індекси
- Формати номерів, що призначаються федеральними відомствами (такі як ІНН)
- Одиниці міри та ваги
- Формати паперу

## Засоби інтернаціоналізації

### Спрощення перекладу
Текстові рядки зберігаються в окремих файлах — мовних ресурсах. Інтенсивно використовується Unicode.
Оскільки рядки в процесі перекладу можуть збільшуватися й зменшуватися, в діалогових вікнах вживають таких заходів:
- вікна спеціально компонують «із запасом».
  - Плюс: простота.
  - Мінус: на мовах з короткими фразами вікно буде виглядати неохайно, на мовах з довгими фразами — текст може не поміститись;
- або в мовні ресурси вносять компонування діалогових вікон.
  - Плюс: універсальне рішення, дозволяє точно підігнати компонування вікон за довжиною рядків.
  - Мінус: ускладнюється локалізація; потрібна підтримка з боку віконної бібліотеки, бажано — і з боку мови (інтроспекція); формат мовних ресурсів обмежується можливостями віконної бібліотеки (наприклад, у Delphi — тільки в ресурсах EXE- або DLL-файлу); локалізаторам може знадобитися недешевий редактор форм;
- або діалогові вікна самі встановлюють свій розмір, залежно від довжин рядків (так, наприклад, працюють Qt, WPF, GTK+ та wxWidgets).
  - Плюс: локалізація зводиться до перекладу рядків; рутинну роботу з підгонки вікон буде виконано автоматично.
  - Мінус: потрібна підтримка з боку віконної бібліотеки; утруднене або неможливе щільне компонування вікна.

### Робота з двонапрямленим письмом
Намагаються використати стандартні і перевірені віконні компоненти, уникаючи «самописних».

### Підтримка стандартів
Роблять конфігурованими всі параметри, які можна було б змінювати в іншій країні. Для виведення на екран чисел, дат, часу тощо використовують стандартні, а не «самописні» функції. Виробляється єдиний для всіх версій формат зв'язку — наприклад, в OpenOffice.org дата і час незалежно від країни зберігається у форматі ISO 8601 у вигляді 2008-12-31T15:16:17.

## Регіональні налаштування
Регіональні налаштування (англ. locale) — набір параметрів, включно з набором символів, мовою користувача, країною, часовим поясом, а також іншими налаштуваннями, які користувач очікує бачити в інтерфейсі.
Зазвичай ідентифікатор регіональних налаштувань містить, принаймні, позначення мови і позначення регіону. Наприклад, ідентифікатор виду uk-ua вказує, що ПЗ працює в режимі української мови з національними налаштуваннями, характерними для території України; fr-ch — французька мова / Швейцарія; sv-fi — шведська мова / Фінляндія тощо.
На одному комп'ютері в рамках однієї операційної системи можуть одночасно використовуватися застосунки з різними регіональними налаштуваннями.

## Відкрите програмне забезпечення та інтернаціоналізація
Відкрите програмне забезпечення, як правило, має більше можливостей інтернаціоналізації, аніж пропрієтарне. Річ у тім, що будь-хто, хто бажає бачити програму своєю мовою, може внести необхідні зміни; будь-хто, виявивши помилку, може надіслати її виправлення. До того ж розробникам відкритого ПЗ не потрібно в гонитві за прибутком «консервувати» старий, «небезпечний» або такий, що не піддається локалізації, код.
Наприклад, KDE перекладено більш ніж на 100 мов, MediaWiki — понад 300.